# Galiléia
Galiléia este un oraș în Minas Gerais (MG), Brazilia.